# Гражданин: полужизнь и смерть Гордона Фромана
«Граждани́н: полужи́знь и сме́рть Го́рдона Фро́мана» (англ. Concerned: The Half-Life and Death of Gordon Frohman) — юмористический веб-комикс, пародирующий компьютерную игру Half-Life 2 и созданный фанатом игры Кристофером Ливингстоном. Комикс состоит из скриншотов игры, созданных при помощи Garry's Mod — инструмента для манипуляции над игровыми персонажами и сценами для движка Source. Комикс выпускался с мая 2005 года по ноябрь 2006 года. Всего вышло 205 выпусков.

## Сюжет
Сюжет комикса во многом основан на событиях из сюжета игры Half-Life 2, в которой главный герой — учёный-физик Гордон Фримен, борется с тоталитарным правительством Сити 17. В отличие от игры, протагонист комикса — молодой мужчина по имени Гордон Фроман — неунывающий, наивный и неуклюжий неудачник, полная противоположность Фримену. Единственное его преимущество перед многочисленными противниками — включённый чит-код бессмертия, о чём он, впрочем, не подозревает до последних минут жизни.
Фроман прибывает в Сити 17 за несколько недель до Фримена, и скоро устраивается на работу в Цитадель Альянса. Фроман мечтает о том, чтобы его «повысили» в солдаты Альянса, но его непосредственный начальник, мистер Хендерсон, против, так как считает его некомпетентным неудачником. Тогда Фроман сам отправляется в тюрьму Нова Проспект, чтобы пройти хирургическую операцию, требующуюся, чтобы сделать из него солдата Альянса. По пути туда он посещает такие места из мира Half-Life 2, как Рейвенхольм и Восточная Чёрная Меза. В Нова Проспект ему отказывают в операции, после чего он возвращается обратно в Сити 17, примерно к началу основных событий игры, и попадает в ряды повстанцев.

## Название
Название комикса происходит от пропагандистского телеобращения Уоллеса Брина, показанного в Half-Life 2, в котором он зачитывает письмо якобы от простого гражданина, подписанное как «Искренне ваш, обеспокоенный гражданин» (англ. Sincerely, a concerned citizen). В комиксе намекается, что автором того письма был именно Гордон Фроман.

## Продолжение
Популярность комикса, а также тот факт, что Ливингстон заявил, что он не намерен продолжать комикс с использованием Half-Life 2: Episode One, привели к появлению неофициального продолжения Concerned под названием Concerned 2: A Concerned Rip-Off: The Continuing Adventures of Gordon Frohman, созданного Норманом Н. Блэком.

## Критика
Комикс получил положительные отзывы со стороны общественности и различных игровых журналов.
- The Globe And Mail заявил, что «этот гамикс (англ. gamics, от англ. game — „игра“ и англ. comics — „комикс“) отличается от большинства других гамиксов в силу качества, с которым он написан и подан»[3].
- Электронный журнал GGL.com написал, что «Concerned является одним из самых смешных онлайн-комиксов по играм, и, возможно, вообще лучшая пародия на одну игру»[4].
- The Irish Gamers описал Concerned как «хитовый вебкомикс»[5].
- Computer Gaming World описал комикс как «смешной»[6].
- PC Zone назвал комикс «умеренно смешным»[7].

Комикс привлёк внимание и за пределами Соединённых Штатов и Соединённого Королевства — румынский журнал Level рекомендовал комикс «каждому любителю игр и тем, кто ищет хорошего ежедневного смеха».

## Интересные факты
- В комментарии к 87-му выпуску автор комикса утверждает, что G-Man до сих пор «умудрялся появляться в каждой главе комикса»[9].